# Cântece de vitejie
Cântece de vitejie este un volum de poezii de George Coșbuc publicat în 1904. În același an au apărut ediția a III-a a volumului Fire de tort și ediția a IV-a a volumului Balade și idile.

## Cuprins
Volumul Cântece de vitejie conține poeziile:
- Carol Robert
- Cântec (Țară-avem și noi sub soare)
- Cântec (Ți-ai mânat prin veacuri turmele de plai)
- Cântec ostășesc
- Cântecul cel vechi al Oltului
- Cântecul redutei
- Coloana de atac
- De profundis
- Dorobanțul
- Dunărea și Oltul
- Fragment epic
- Golia ticălosul
- Graiul neamului
- Imnul studenților
- În spital
- La Smârdan
- Mortul de la Putna
- Oltenii lui Tudor
- O scrisoare de la Muselim-Selo
- Oștirile lui Alah
- Pașa Hassan
- Pe dealul Plevnei
- Pe drumul Plevnei
- Pentru libertate
- Podul lui Traian
- Povestea căprarului
- Raport (Luarea Griviței, la 30 august 1877)
- Sărindar
- Scut și armă
- Spada și credință
- Stema țării
- Sus inima
- Zece mai